# اچ‌ام‌اس آنرولی (پی۴۹)
اچ‌ام‌اس آنرولی (پی۴۹) (به انگلیسی: HMS Unruly (P49)) یک زیردریایی بود که طول آن ۵۸٫۲۲ متر (۱۹۱٫۰ فوت) بود. این زیردریایی در سال ۱۹۴۲ ساخته شد.